# Organotroof
Een organotroof (Oudgrieks τροφή = voeding) organisme is een organisme dat de energiebehoefte verkrijgt uit chemische omzettingen van organische stoffen. Organotrofie is een vorm van chemotrofie.
Voorbeelden van organotrofe organismen en van organotrofe omzettingen:
- Melkzuurbacteriën
Melksuiker (lactose) in melkzuur: C12H22O11 + H2O → 4 C3H6O3
- Dieren, mens, vele bacteriën:
Druivensuiker (glucose) + zuurstof in kooldioxide + water: C6H12O6 + 6 O2 → 6 CO2 + 6 H2O

## Overzicht
| Energiebron     | Licht                   | foto-  |         |         | -troof |
| Energiebron     | Licht & redoxreactie    | mixo-  |         |         | -troof |
| Energiebron     | Redoxreactie            | chemo- |         |         | -troof |
| Elektronendonor | Organische verbinding   |        | organo- |         | -troof |
| Elektronendonor | Anorganische verbinding |        | litho-  |         | -troof |
| Koolstofbron    | Organische verbinding   |        |         | hetero- | -troof |
| Koolstofbron    | Anorganische verbinding |        |         | auto-   | -troof |

anoxygene fotosynthese · caroteen · carotenoïde · bladgroenkorrel · chloroplast · bladgroen · chlorofyl · fotosynthese · fotosynthetisch pigment · thylakoïde · xanthofyl
Archaeplastida · algen · blauwalgen · Elysia chlorotica
fotoautotroof · fototroof
lichtreacties · fotosysteem I · fotosysteem II · fotolyse van water · Calvincyclus · redoxreactie · rubisco
Jan Baptista van Helmont · Jan Ingenhousz · Joseph Priestley · Theodor Wilhelm Engelmann · Melvin Calvin